# Hesychotypa jaspidea
Hesychotypa jaspidea là một loài bọ cánh cứng trong họ Cerambycidae.